# Hermann Volrath Hilprecht

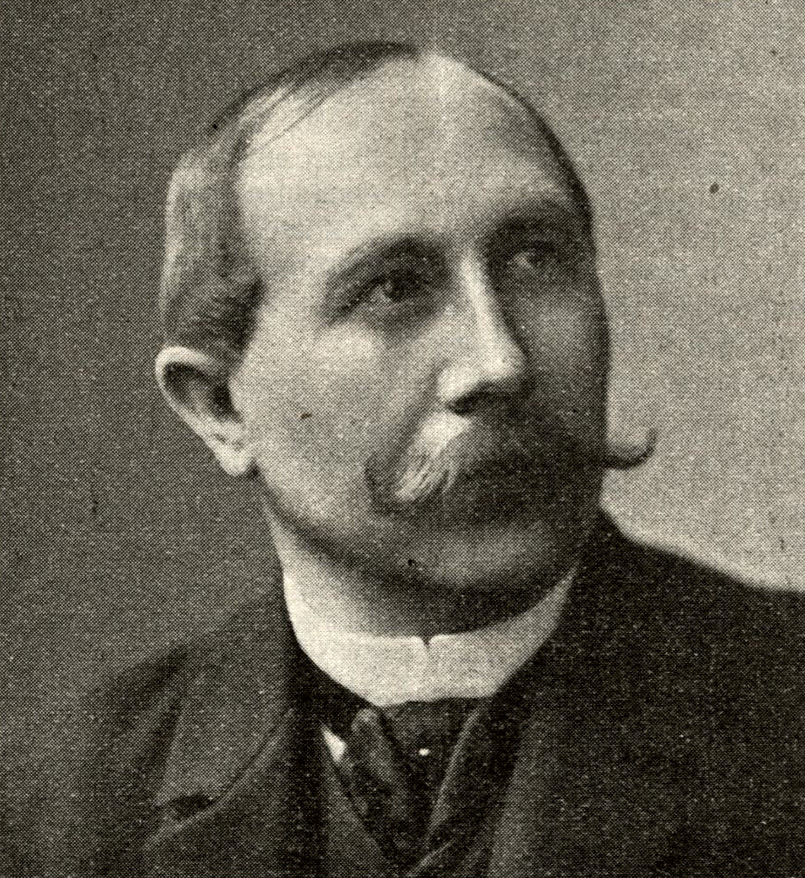
Hilprecht Hermann

Hermann Volrath Hilprecht (* 28. Juli 1859 in Hohenerxleben; † 19. März 1925 in Philadelphia, USA) war ein deutsch-amerikanischer Archäologe und Assyriologe. Bekannt ist Hilprecht vor allem für die aus seinem Nachlass hervorgegangene Hilprecht-Sammlung Vorderasiatischer Altertümer.

## Leben
Hilprecht wurde 1859 in Hohenerxleben geboren. Nach dem Besuch der Rectorschule in Hoym legte er 1880 am Herzoglichen Carls-Gymnasium in Bernburg sein Abitur ab und studierte an der Universität Leipzig Theologie, Orientalische Sprachen und Jurisprudenz. Im Jahre 1883 trat er dem Leipziger, später auch dem Marburger Wingolf bei. 1883 verfasste er seine Promotion über den Freibrief des babylonischen Königs Nebukadnezar I. 1885 erhielt er in Worms das große Luther-Stipendium. Ein Jahr später heiratete er Ida Haufe und siedelte nach Philadelphia über, wo er an der University of Pennsylvania Professor für Assyriologie und Äthiopiologie wurde. Er wurde Mitglied des Lutherischen Generalkonzils und des Ministeriums der Synode von Pennsylvania. 1886 wurde er zum Mitglied der American Philosophical Society gewählt.
Ab 1887 war Hilprecht Sekretär des neu gegründeten Babylonian Exploration Fund und nahm in den beiden darauffolgenden Jahren an der 1. Nippur-Expedition teil; regelmäßige Aufenthalte in Konstantinopel folgten, wo er u. a. mit Osman Hamdi Bey befreundet war und beim Aufbau des dortigen Museums mitwirkte. 1890 bei der 2. und 1893–1896 bei der 3. Nippur-Expedition war er nicht vor Ort, stattdessen gehörte er dem begleitenden wissenschaftlichen Komitee in Pennsylvania an. Die 4. Nippur-Expedition 1899/1900, bei der die Tempel-Bibliothek entdeckt wurde, leitete er von März bis Mai vor Ort. Die dort entdeckte Nippur-Elle stellt den ältesten dinglichen Maßstab dar; der dort von John Henry Haynes und Hilprecht entdeckte Stadtplan von Nippur ist der älteste überlieferte Stadtplan.
1902 starb Hilprechts Frau Ida in Jena, im darauffolgenden Jahr heiratete er Salli(e) Robinson (geb. Crozer).
1902 löste Friedrich Delitzschs Vortrag „Babel und Bibel“ den „Babel-Bibel-Streit“ aus, in dessen Folge sich Hilprecht mit seinen Vorträgen gegen Delitzsch positionierte. 1905 kam es zur „Peters-Hilprecht controversy“, da viele der Archäologen von den Nippur-Expeditionen, ihnen voran J. P. Peters (Leiter der 1. und 2. Nippur Expedition), offene Kritik an Hilprecht übten. Ihrer Meinung nach beanspruchte Hilprecht die Anerkennung für die gemeinsamen Grabungserfolge, vor allem für die Tempel-Bibliothek, zu sehr für sich allein. 1909 brachten Hilprechts Kollegen, Freunde und Bewunderer eine Festschrift zum 25. Jubiläum seiner Promotion unter dem Titel „Studies in Assyriology and Archaeology dedicated to Hermann V. Hilprecht“.
Nachdem ihm im Sommer 1910 mit Wirkung zum 1. Januar 1911 in Philadelphia gekündigt worden war, zog sich Hilprecht ins Privatleben zurück, das er bis zu seinem Tod 1925 in Deutschland und den USA verbrachte.

## Hilprecht-Sammlung
Hilprechts letztem Willen entsprechend wurde seine beachtliche Privatsammlung von Fundstücken aus Nippur, vorwiegend Keilschrifttexten, an die Friedrich-Schiller-Universität Jena übergeben und zur Erinnerung an seine erste Frau „Frau Professor Hilprecht Collection of Babylonian Antiquities“ (heute „Hilprecht-Sammlung Vorderasiatischer Altertümer“) benannt. Sie umfasst heute etwa 3300 Exponate, davon etwa 3000 Keilschrifttexte fast aller Epochen und Textgattungen aus einem Zeitraum von annähernd 3000 Jahren.

## Veröffentlichungen
- Freibrief Nebukadnezars I. Königs von Babylonien c. 1130 v. Chr., zum ersten Mal veröffentlicht, umschrieben und übersetzt, Pries, Leipzig 1883, zugleich Dissertation an der Universität Leipzig 1883 Online
- Old Babylonian Inscriptions, Chiefly from Nippur, 1 (Babylonian Expedition, Series A, Vol. I/1) (1893)
- Assyriaca, eine Nachlese auf dem Gebiete der Assyriologie, I. Teil (1894) Online
- Old Babylonian Inscriptions, Chiefly from Nippur, 2 (Babylonian Expedition, Series A, Vol. I/2) (1896)
- Hilprecht - Clay, Business Documents of Murashû Sons of Nippur, Dated in the Reign of Artaxerxes I (Babylonian Expedition, Series A, Vol. IX) (1898)
- Hilprecht (ed.) - Benzinger - Hommel - Steindorff, Explorations in the Bible Lands During the 19th Century (1903)
- Die Ausgrabungen der Universität von Pennsylvania im Bêl-Tempel zu Nippur, Hinrichs, Leipzig 1903 |Online
- The Excavations in Assyria and Babylonia (Babylonian Expeditions, Series D, Vol. I), Holman, Philadelphia 1904
  - deutsch: Die Ausgrabungen in Assyrien und Babylonien, 1. Teil: Bis zum Auftreten de Sarzecs
- Mathematical, Metrological and Chronological Texts from the Temple Library of Nippur (Babylonian Expedition, Series A, Vol. XX/1), University of Pennsylvania, Philadelphia 1906
- The so-called Peters-Hilprecht Controversy. Submitted to the Public by H. v. Hilprecht, Holman, Philadelphia 1908
- The Earliest Version of the Babylonian Deluge Story and the Temple Library of Nippur, The Babylonian Expedition of the University of Pennsylvania, Series D: Research and Treatises, Vol. 5, Fasc. 1, Philadelphia 1910
  - deutsch: Der neue Fund zur Sintflutgeschichte aus der Tempel-Bibliothek von Nippur, Hinrichs, Leipzig 1910